# أليكسي زوك
أليكسي زوك (الروسية: Жук, Алексей Владимирович) (6 نوفمبر 1955 في روسيا - ) هو مدرب رياضي ولاعب كرة يد الاتحاد السوفيتي وروسيا (وحمل سابقاً جنسية الاتحاد السوفيتي). شارك في الألعاب الأولمبية الصيفية 1980.

## وصلات خارجية
- أليكسي زوك على موقع أوليمبيديا (الإنجليزية)